# Chorvatská liga ledního hokeje 2007/2008
Chorvatská liga ledního hokeje 2007/08 byla sedmnáctou sezónou Chorvatské hokejové ligy v Chorvatsku, které se zúčastnily celkem 3 týmy. Týmy po skončení základní části postoupily do playoff. Ze soutěže se nesestupovalo.

## Systém soutěže
V základní části každé družstvo odehrálo 4 zápasy (1x venku a 1x doma). Týmy, které po skončení základní části skončily na druhém a třetím místě, postoupily do semifinále playoff. Semifinále se hrálo na 2 vítězná utkání. Nejlepší tým ze základní části postoupil do finále playoff, které se hrálo na 3 vítězná utkání.

## Základní část
| Vysvětlivka            |
| ---------------------- |
| Postupující do playoff |

| Poř. | Tým                | Z | V | R | P | VG | OG | B |
| ---- | ------------------ | - | - | - | - | -- | -- | - |
| 1.   | KHL Medveščak      | 4 | 4 | 0 | 0 | 35 | 9  | 8 |
| 2.   | KHL Mladost Zagreb | 4 | 2 | 0 | 2 | 24 | 23 | 4 |
| 3.   | KHL Zagreb         | 4 | 0 | 0 | 4 | 12 | 39 | 0 |

## Playoff

### Semifinále
- KHL Mladost Zagreb – KHL Zagreb 2:0 (5:0,18:1)

### Finále
- KHL Medveščak – KHL Mladost Zagreb 1:3 (3:8, 2:1, 2:3 pp., 4:7)